# Leienkaul

Panoramablick vom Aussichtspunkt Maria Schacht

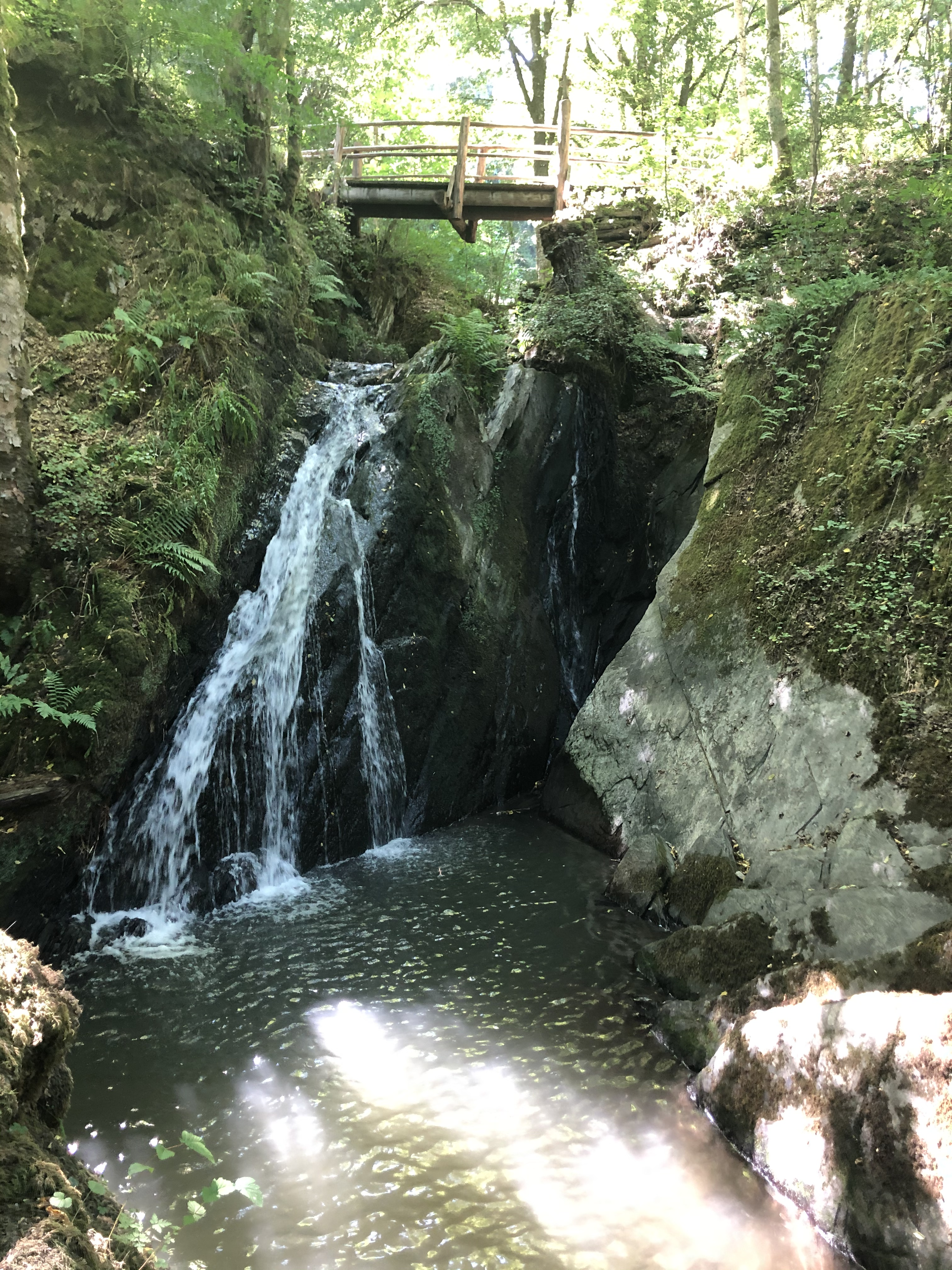
Wasserfall

Leienkaul ist eine seit dem 12. Juni 2004 eigenständige Ortsgemeinde im Landkreis Cochem-Zell in Rheinland-Pfalz. Vorher war Leienkaul ein Ortsteil von Laubach. Leienkaul gehört der Verbandsgemeinde Kaisersesch an.

## Geographie
Leienkaul liegt in der Osteifel. Zur Gemeinde gehören auch die Wohnplätze Martentalerhof, Sesterbach, Weierhof sowie Kloster Maria Martental.

## Geschichte
Maria Martental (Martyldal) wurde vermutlich um 1141 vom Kloster Springiersbach aus gegründet und war bald ein bedeutender Wallfahrtsort. Der Ort Leienkaul selbst wurde Ende des 18. Jahrhunderts von Bergleuten in der Gemarkung Laubach gegründet. Um 1900 gab es drei größere Betriebe, nämlich „Maria-Schacht“, „Colonia-Schacht“ und das „Müllenbacher Dachschieferwerk (Härewiss)“. Seit 1946 ist Leienkaul Teil des damals neu gebildeten Landes Rheinland-Pfalz. Leienkaul ist seit Juni 2004 eine eigenständige Gemeinde.

## Politik

### Gemeinderat
Der Gemeinderat in Leienkaul besteht aus acht Ratsmitgliedern, die bei der Kommunalwahl am 9. Juni 2024 in einer Mehrheitswahl gewählt wurden, und dem ehrenamtlichen Ortsbürgermeister als Vorsitzendem.

### Bürgermeister
Burkhard Klinkner wurde 2004 der erste Ortsbürgermeister von Leienkaul. Bei der Direktwahl am 26. Mai 2019 wurde er mit einem Stimmenanteil von 91,15 % und am 9. Juni 2024 als einziger Bewerber mit 93,1 % jeweils für weitere fünf Jahre in seinem Amt bestätigt.

## Kultur und Sehenswürdigkeiten
Sehenswert sind das Kloster der Herz-Jesu-Priester und die Wallfahrtskirche Maria Martental sowie das denkmalgeschützte Gebiet „Bereich Schieferabbau und -verarbeitung Kaulenbachtal“. Der Endertbach bildet im Süden die Grenze von Leienkaul. Hier liegt auch der Wasserfall "Die Rausch".
Siehe auch:
- Liste der Kulturdenkmäler in Leienkaul
- Liste der Naturdenkmale in Leienkaul